# Ictericodes zelleri
Ictericodes zelleri är en tvåvingeart som först beskrevs av Friedrich Hermann Loew 1844.  Ictericodes zelleri ingår i släktet Ictericodes och familjen borrflugor. Inga underarter finns listade i Catalogue of Life.